# Cabin in the Sky (musical)
Cabin in the Sky és un musical amb música de Vernon Duke, llibret de Lynn Root i lletres de John Latouche. El musical es va estrenar a Broadway el 1940. L'espectacle es descriu com una "paràbola del Sud de Negre vida amb ressons de Liliom de Ferenc Molnár (que es va convertir en el musical Carousel) i The Green Pastures de Marc Connelly.

## Història
Lynn Root va escriure el llibret i el va portar a George Balanchine, "que estava ansiós de fer-ho com a primera tasca com a director de tota una producció de Broadway" Balanchine va portar el guió a Vernon Duke per compondre la música. "En llegir el guió, el meu primer impuls va ser rebutjar-lo perquè, per molt que admirés la raça negra i els seus dons musicals, no em pensava prou sintonitzat amb el folklore negre." Tanmateix, Duke va acabar assumint el projecte però va insistir en "un lletrista amb algun contacte directe amb els negres del sud." Duke va parlar amb Ira Gershwin i E.Y. Harburg però tots dos ho van rebutjar. (Gershwin treballava a Lady in the Dark i Harburg pensava que el compositor era "incapaç d'escriure el tipus de partitura que requeria l'obra.)
Duke va acabar escollint a John Latouche com el seu lletrista i els dos van començar a treballar a Virginia Beach. Els dos volien absorbir aspectes de la cultura negra local, però "van decidir allunyar-se de l'autenticitat pedant i escriure el nostre propi tipus de cançons" de colors."
Els assajos del programa van ser força interessants entre el trio rus (Duke, Balanchine i Boris Aronson, el dissenyador) i el repartiment totalment negre. En el seu llibre Passport to Paris  Duke cita la descripció de George Ross del Telegram: "Posa un trio de russos turbulents contra un elenc tempestuós de jugadors negres de Harlem i què tens? Bé, en aquest cas el resultat és un balanç lingual Almenys mitja dotzena de vegades a l’assaig de Cabin in the Sky, Ethel Waters, Todd Duncan, Rex Ingram, J. Rosamond Johnson, Katherine Dunhami els seus ballarins s'han aturat en el desconcert mentre el trio argumentatiu de moscovites disputava una diferència d’opinions en la seva llengua materna. Les vocals i consonants russes volen gruixudes com el borsht. Després de deu minuts de tals estranyes arenges i rèpliques, Miss Waters pregunta de què es tracta. "George", interpreta generalment Duke, "acaba de dir que la resposta és sí". i després es reprenen els assajos sota la bandera de la treva fins al següent brot vocal."
Tres dies abans de l'obertura, Duke va decidir substituir la cançó "We'll Live All Over Again" després que Waters expressés la seva insatisfacció. Va ser substituït pel showstopper "Taking a Chance on Love." La cançó era originalment "Foolin 'Around with Love" que va escriure amb Ted Fetter. Latouche el va tornar a titular i va escriure les repeticions.
J. Rosamond Johnson, a més de fer un petit paper, va formar el cor cantant. Katherine Dunham va conduir els seus ballarins a través dels seus ritmes lliscants, ajudats en la coreografia per George Balanchine.

## Produccions
El musical es va estrenar a Broadway al Martin Beck Theatre el 25 d’octubre de 1940 i es va tancar el 8 de març de 1941 després de 156 representacions. El musical està basat en la història Little Joe de Lynn Root.
Musicals Tonight! va presentar un concert escenificat del musical al 14th Street YMHA, Nova York, a l'octubre del 2003.
El musical es va presentar en un concert escenificat per Encores! el febrer del 2016, amb Chuck Cooper, Norm Lewis, i LaChanze.

## Números musicals
Font: Internet Broadway Database
ACTE 1:
- "The General's Song" - Lawd's General i Saints
- "Pay Heed" - Lawd's General i Saints
- "Taking a Chance on Love" - Petunia
- "Cabin in the Sky" - Petunia i Little Joe
- "Holy Unto the Lord" - Petunia, Little Joe, Brother Green, i Churchmembers
- "Dem Bones" - Petunia, J. Rosamond Johnson Singers, i Churchmembers
- "Do What You Wanna Do" - Lucifier Jr i Imps
- "Taking a Chance on Love (reprise)" - Petunia i Little Joe

ACTE 2:
- "Fugue" - Lawd's General i Saints
- "My Old Virginia Home on the Nile" - Petunia i Little Joe
- "Egyptian Ballet" - The Dunham Dancers
- "It's Not So Good To Be Bad" - Lawd's General
- "Love Me Tomorrow" - Georgia Brown i Little Joe
- "Love Turned the Light Out" - Petunia
- "Lazy Steps" - The Dunham Dancers
- "Boogy Woogy" - The Dunham Dancers
- "Honey in the Honeycomb" - Georgia Brown i Boys
- "Savannah" - Petunia

## Personatges i repartiment original
Els personatges i el repartiment original de Broadway va ser:
| Personatge     | Broadway (1940)     |
| -------------- | ------------------- |
| Petunia        | Ethel Waters        |
| Little Joe     | Dooley Wilson       |
| Lucifer Junior | Rex Ingram          |
| Georgia Brown  | Katherine Dunham    |
| Lawd's General | Todd Duncan         |
| Fleetfoot      | Milton Williams     |
| Dr. Jones      | Louis Sharp         |
| John Henry     | J. Louis Johnson    |
| Lily           | Georgia Burke       |
| Domino Johnson | Dick Campbell       |
| Imps           | Jieno Moxzer Harris |
| Sister Green   | J. Rosamond Johnson |

## Recepció crítica
El musical va tenir molt bona acollida. Gerald Bordman va escriure: " Sàviament, tots els implicats en el programa van rebutjar els excessos fàcils i la cruesa a què van recórrer molts musicals. Certament, van evitar convertir la vetllada en un espectacle de joglars negres. Aquesta rara demostració d’integritat va fer que Cabin in the Sky fos una vetllada prou atractiva perquè els compradors d'entrades vinguessin vint setmanes."
Thomas S. Hischak va escriure: "Amb ressenyes entusiastes, una puntuació excepcional i un repartiment de gran abast d'alguns dels millors afroamericans del negoci, era sorprenent que el musical no durés més de vint setmanes."
Tot i això, no a tothom li va agradar l'espectacle. El crític Richard Watts, Jr., va escriure en la seva ressenya que l'espectacle era "només un intent conscient d'un home blanc d'escriure una faula pseudo-popular d'una altra raça."
Cabin in the Sky va resultar ser l'últim gran èxit de la carrera de Duke.
L'espectacle es va convertir en la pel·lícula Cabin in the Sky de 1943, però com va afirmar Denny Flinn al seu llibre: "És noble que Hollywood fes un musical negre, però hi ha massa interpolacions a la partitura de John Latouche-Vernon Duke."